# Георгий (архиепископ Кипрский)
Архиепи́скоп Гео́ргий (греч. Αρχιεπίσκοπος Κύπρου Γεώργιος, в миру Гео́ргиос Папахрисосто́му, греч. Γεώργιος Παπαχρυσοστόμου; род. 25 мая 1949, Атиену, Ларнака) — архиерей Кипрской православной церкви, Архиепископ Новой Юстинианы и всего Кипра (с 24 декабря 2022 года).

## Биография
В 1967 году окончил Панкипрскую гимназию, поступил на химический факультет Афинского университета, который окончил в 1972 году.
С 1976 по 1980 годы учился на Богословском факультете Афинского университета. По завершении обучения в Афинском университете стажировался в Англии.
23 декабря 1984 года хорепископом Саламинским Варнавой (Солому) рукоположён в сан диакона.
17 мая 1985 года архиепископом Кипрским Хризостомом I рукоположён в сан пресвитера с возведением в сан архимандрита.
В 1989 году в связи с тем, что он подвергся аресту и к нему были применены меры физического воздействия представителями турецкого военного контингента во время антиоккупационной демонстрации, обратился с иском против Турции в Комиссию Совета Европы по правам человека. Решением № 507 от 3 февраля 1994 года Совет Европы впервые осудил Турцию за нарушение прав человека на Кипре и наложил на неё денежный штраф.
В 1994 году был назначен секретарем Священного синода Кипрской церкви. Одновременно преподавал химию в средней школе.
Представлял Кипрскую церковь во время диалогов с лютеранами и реформатами.

### Архиерей
24 апреля 1996 года был избран хорепископом Арсинойским, викарием Пафской митрополии. Его архиерейская хиротония совершилась 26 мая 1996 года.
29 декабря 2006 года решением Священного синода был единогласно избран митрополитом Пафским. Возведение его на кафедру состоялось на следующий день.
9 декабря 2008 года представлял Кипрскую церковь на отпевание почившего патриарха Московского и всея Руси Алексия II.
Участник заседаний Межправославной комиссии по подготовке Всеправославного собора (Шамбези, 10 — 16 декабря 2009 и 22 — 26 февраля 2011). С 1 по 3 сентября 2011 года в составе делегации Кипрской православной церкви принял участие в совещании предстоятелей четырёх «древних Патриархатов» и Кипрской церкви на Фанаре.
В июле 2013 года в составе делегации Кипрской церкви участвовал в торжествах в России, посвящённых 1025-летию крещения Руси. Патриархом Московским Кириллом был награждён орденом святителя Московского Алексия II степени.
В марте 2014 года в кафедральном соборе на Фанаре, резиденции Вселенского патриарха, в составе делегации Кипрской церкви участвовал собрании Предстоятелей и представителей поместных православных церквей.
В октябре 2015 года в Шамбези вместе с епископом Карпасийским Христофором представлял Кипрскую церковь во время Пятого Всеправославного предсоборного совещания.
Участник Всеправославного собора на Крите 2016 года.

### Предстоятель Кипрской церкви

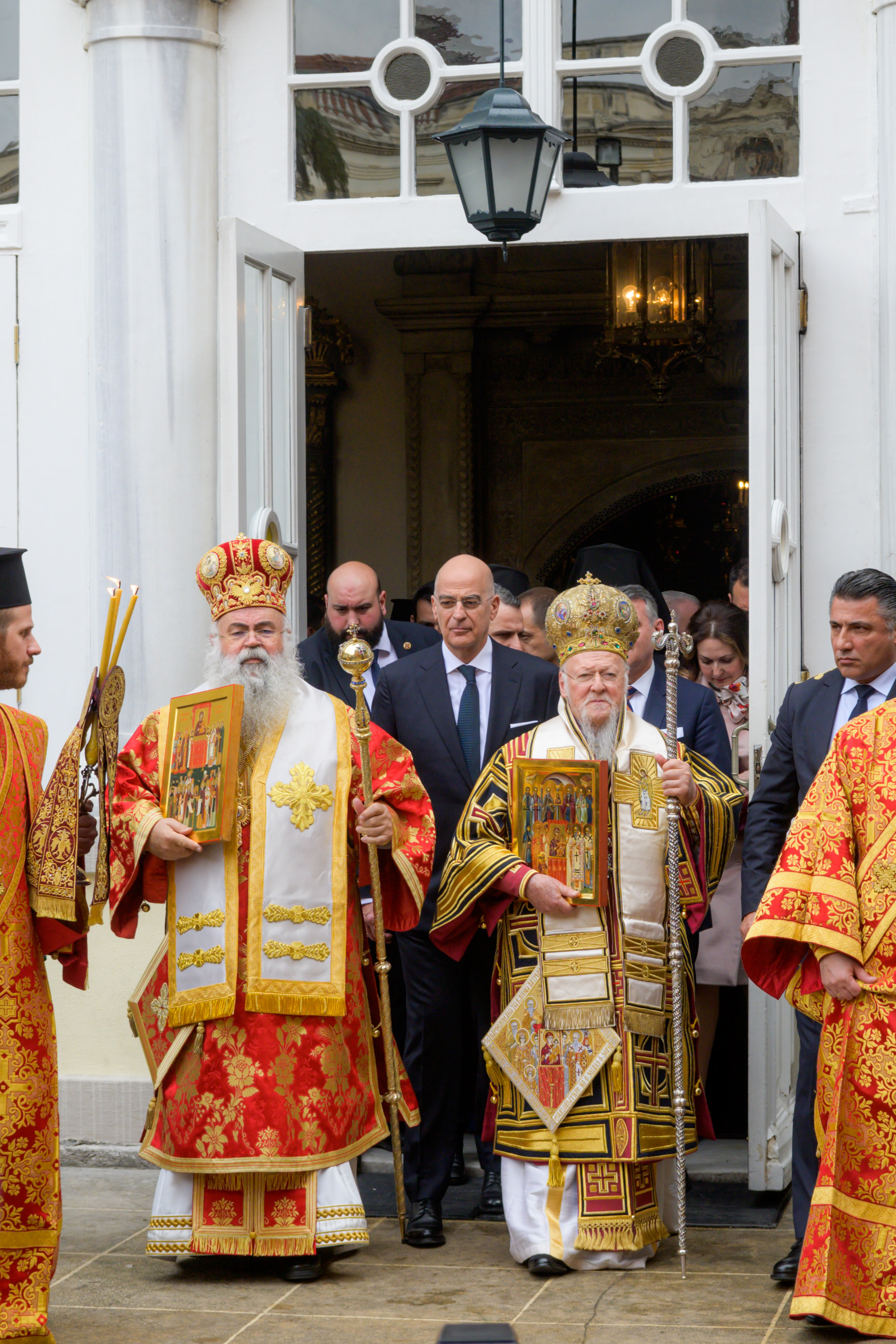
с патриархом Константинопольским Варфоломеем, 2023

7 ноября 2022 года в связи со смертью архиепископа Кипрского Хризостома II стал местоблюстителем престола до избрания нового предстоятеля Церкви Кипра. Отвечал за организацию выборов нового предстоятеля Церкви Кипра.
Был одним из шести иерархов Кипрской церкви, которые 18 декабря 2022 года были кандидатами на выборах нового предстоятеля, получив 18,39 % голосов проголосовавших членов Церкви Кипра и став одним из трёх кандидатов, которые прошли во второй тур — для избрания синодом Церкви Кипра.
24 декабря 2022 года в результате голосования членов Синода избран предстоятелем Кипрской церкви, получив 11 голосов из 16. Российское государственное агентство «РИА Новости» оценило итоги выборов в Кипрской церкви как «победу проконстантинопольского кандидата» (в противовес партии сторонников Московского патриархата). После избрания направил письмо патриарху Варфоломею с заверением в том, что он будет чтить, любить и уважать Константинопольский Патриархат. Патриарх Варфоломей, со своей стороны, в своем поздравительном письме архиепископу Кипра Георгию пригласил его вместе бороться за защиту веры в этот период, а также против ереси этнического трайбализма.
8 января 2023 года в кафедральном соборе апостола Варнавы в Никосии состоялась его интронизация.